# 후지 TV 목요일 밤 7시 드라마
후지 TV 목요일 밤 7시 드라마(일본어: フジテレビ木曜7時枠の連続ドラマ)는 후지 TV 계열 제작으로 매주 목요일 19:00 - 19:30 텔레비전 드라마 시간대이다.

## 작품 목록
《작은 텐구 코타로》
《산타 이야기》
《정글 걸》
《캡틴 드레이크》
《장난 꾸러기 동맹》
《닌자 부대 겟코》
《뱀파이어》
《금메달에 턴!》
《로봇 형사》
《꼬박 마루코는 아홉 살》